# Acoblament (fusteria)

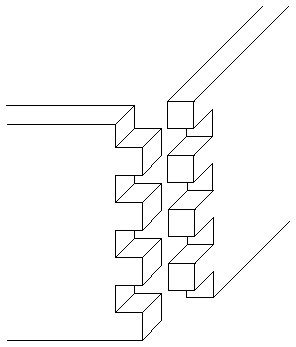
Encaixament dentat

Cua d'oreneta

En fusteria, es diu acoblament, ajustament o en certs casos encaixament, de la unió entre si (i fixació ferma) de taulons, posts, o de peces de fusta en general, per a fabricar mobles, estructures o altres elements de fusta.
A part de la cola, sempre recomanable en llocs que no s'hagin de desmuntar, certs tipus d'acoblament es fan solament, mitjançant cargols, grapes o claus. N'hi ha d'altres en canvi, els anomenats encaixamens, que fan servir com a base d'unió, la mateixa fusta retallada d'una manera especial.

## Acoblament per testa
És aquell acoblament que es fa una fusta contra l'altra sense fer cap encaixament, la força de la unió radica en elements externs a les fustes unides:caragols, grapes o claus, peces metàl·liques. etc.
Es distingeixen els següents tipus d'acoblament per testa:
- Acoblament amb grapes, claus (encolat o no)
- Acoblament amb tirafons (encolat o no)
- Acoblament amb cap ocult oblic (encolat o no)
- Acoblament encolat amb clavilla per a centrar les peces
- Acoblament encolat amb galeta per a centrar les peces
- Acoblament desmuntable amb tirafons-gir 90° i clavilla (fusteria)
- Acoblament desmuntable amb escaires metàl·lics

## Acoblament per encaix

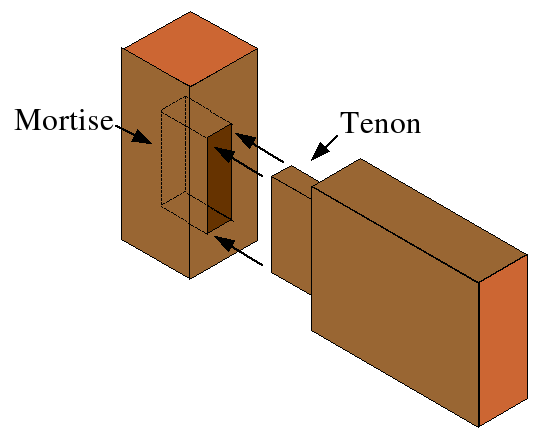
Unió de caixa i espiga.

Unió en "junta de jou".

És aquell que es fa una fusta contra l'altra mitjançant encaixaments, la força de la unió radica en els mateixos encaixalents fets a les fustes que s'uneixen.
Es distingeixen els següents tipus d'encaixos:
- Encaixament dentat. Mode d'ajuntar dues fustes fent-hi en els extrems a unir, dents i buits que ocupen la meitat del seu gruix i col·locant-los de manera que les dents d'un encaixin en els buits de l'altre.
- Encaixament de cua d'oreneta . És un tipus d'encaix dentat que es talla de manera que l'espiga cap al seu extrem es va eixamplant com la cua d'una oreneta i que es fa encaixar en una cavitat feta amb la mateixa forma en l'altra fusta.
- Encaixament a mitja mossa. El que es fa rebaixant ambdues fustes la meitat del seu gruix en el lloc on han de posar-se en contacte.
- Encaixament escairat. El que es fa amb caixa i metxa o amb mitja mossa per a acoblar dues fustes fent un angle de 90° d'una amb l'altra.